# Wolfgang Wiethoff
Wolfgang Wiethoff (* 25. August 1952 in Iserlohn) ist ein ehemaliger deutscher Diplomat, der zuletzt von 2015 bis 2018 Botschafter in Sierra Leone war.

## Leben
Wiethoff begann nach dem Abitur 1969 in Iserlohn 1972 ein Studium der Fächer Sozialwissenschaften und Medienwissenschaften an der Georg-August-Universität Göttingen, das er 1978 mit einem Diplom abschloss.
1981 begann Wiethoff den Vorbereitungsdienst für den höheren Auswärtigen Dienst und war nach dessen Abschluss 1982 zunächst in der Zentrale des Auswärtigen Amtes in Bonn sowie von 1982 bis 1984 als Mitarbeiter im Politischen Referat der Botschaft Kinshasa im damaligen Zaire tätig. Anschließend war er zwischen 1984 und 1987 Mitarbeiter im Wirtschafts- und Kulturreferat der Botschaft Abidjan (Elfenbeinküste) sowie von 1987 bis 1990 im Kulturreferat der Botschaft Helsinki (Finnland), ehe er zwischen 1990 und 1994 abermals Verwendung in der Zentrale des Auswärtigen Amtes in Bonn fand. 
Nachdem Wiethoff von 1994 bis 1997 Mitarbeiter im Kultur- und Pressereferat der Botschaft Canberra (Australien) war, fungierte er zwischen 1997 und 1999 als Leiter des Referates für Wirtschaft an der Botschaft Sofia (Bulgarien) sowie von 1999 bis 2001 als Referatsleiter in der Politischen Abteilung des Auswärtigen Amtes. Er war zwischen 2004 und 2007 Referatsleiter für Politik und Kultur an der Botschaft Dublin (Irland) und danach zwischen 2007 und 2009 Leiter der Konsular-, Kultur- und Presseabteilung der Botschaft Tallinn (Estland). Nach einer Verwendung im Auswärtigen Amt (2009–2012) wechselte Wiethoff an die Botschaft Vilnius (Litauen), wo er bis 2015 im Einsatz war.
Von Oktober 2015 bis September 2018 war Wiethoff als Nachfolger des in den Ruhestand getretenen Christian Rumplecker Botschafter der Bundesrepublik Deutschland in Sierra Leone.